# Régi nyár (film, 1942)
A Régi nyár 1941-ben készült fekete-fehér magyar zenés film Békeffi István és Lajtai Lajos A régi nyár című operettje alapján, Honthy Hanna főszereplésével, Podmaniczky Félix rendezésében.
Bemutatójára 1942. július 9-én került sor.

## Készítették
- Rendező: Podmaniczky Félix
- Írta: Békeffy István
- Zeneszerző: Fényes Szabolcs
- Operatőr: Hegyi Barnabás
- Vágó: Katonka László
- Díszlettervező: Básthy István, Iliszi Sándor
- Hangmérnök: Kereszti Ervin
- Fényképek: Pálházi Gyula

## Szereplők
| Szerep                                       | Megjegyzés | Színész           |
| -------------------------------------------- | --- | ----------------- |
| Hámory Ria                                   | színésznő | Honthy Hanna      |
| Páldi Éva                                    | Ria lánya | Simor Erzsi       |
| Tamássy Péter                                | Ria egykori szerelme                                                                                            | Rajnai Gábor      |
| Tamássy Miklós                               | Péter fia | Szilassy László   |
| Mimóza                                       | Ria öltöztetőnője                                                                                               | Vaszary Piroska   |
| Szilágyi Jutka                               | Miklós menyasszonya                                                                                             | Csikós Rózsi      |
| Ibanez Trafina                               | spanyol festő, Ria szegény rokona                                                                               | Csortos Gyula     |
| Miklós nagyanyja                             | nagyothalló | Vágóné Margit     |
| Főpincér                                     | | Rózsahegyi Kálmán |
| Szilágyi                                     | Jutka apja | Mihályffy Béla    |
| Szilágyi Mariska                             | Jutka anyja | Füzess Anna       |
| Szakállas úr                                 | Neki akarja visszaadni tévedésből Éva tartozását Trafina, de végül őneki fizeti ki, csak ne zaklassa            | Pethes Sándor     |
| Szakállas úr                                 | Másodszor neki akarja visszaadni tévedésből Éva tartozását Trafina, de mikor elfogadná végül nem fizeti ki neki | Pethes Ferenc     |
| Színházi rendező                             | | Thuróczy Gyula    |
| Trafina imádottja                            | | Bilinszky Ibolya  |
| Károly                                       | harmonikás | Karl Fröhlich     |
| Pincér                                       | a Régi Nyár vendéglőben                                                                                         | Pataky Ferenc     |
| Néző                                         | a Royal Revüszínházban                                                                                          | Skultéty Dániel   |
| További szereplők:                           | |                   |
| Balázs János, Molnár Mátyás, Szőreghy Gyula. | |                   |

Közreműködik Debreceni Kiss Lajos és cigányzenekara, a Rádiózenekar, valamint Banda Marci Cigányzenekara. 